# 701 Oriola
Oriola (asteróide 701) é um asteróide da cintura principal com um diâmetro de 40,18 quilómetros, a 2,9205316 UA. Possui uma excentricidade de 0,0315655 e um período orbital de 1 912,83 dias (5,24 anos).
Oriola tem uma velocidade orbital média de 17,15129501 km/s e uma inclinação de 7,1136º.
Esse asteróide foi descoberto em 12 de Julho de 1910 por Joseph Helffrich.